# UniCredit Bank (Magyarország)
Az UniCredit Bank Hungary Zrt., vagy röviden Unicredit Bank egy magyarországi kereskedelmi bank. Creditanstalt Rt. néven alakult 1990-ben a patinás múltú, osztrák (egykor osztrák-magyar) Creditanstalt magyarországi leányvállalataként. Az anyacég eladásával előbb a német HypoVereinsbank AG, majd 2005-ben egy újabb fúziót követően az olasz UniCredit csoport tulajdonába került. Jelenlegi nevét 2007-ben vette fel.

## Magyarországi története
A Creditanstalt Rt-t az Osztrák–Magyar Monarchia egykor volt legnagyobb bankja, a Creditanstalt alapította 1990-ben. Az anyacéget 1997-ben megvette a Bank Austria (így a magyar bank neve is Bank Austria Creditanstalt Hungary Rt-re változott), ami 2000-ben a német HypoVereinsbank tulajdona lett. A magyar leányvállalat ezt követően egyesült az 1993-ban HYPO-BANK Hungaria Rt. néven alapított, 1998 októberétől HypoVereinsbank Hungária Rt néven üzemelő bankkal és 2001 szeptemberében vette fel a HVB Bank Hungary Rt. nevet. A HVB-t az olasz UniCredito Italiano S.p.A vásárolta fel 2005-ben, ami után 2007. február 1-én vette fel a magyar cég a mostani nevét.
Mérlegfőösszege 2005-ben 1035 milliárd forint volt, ezzel az ország 7. legnagyobb bankja volt a HVB.
A cég több üzletágát is önálló pénzintézetté alakította, így a jelzálog és a lízing ügyletek is külön-külön leányvállalatként (UniCredit Leasing Hungary Zrt és UniCredit Jelzálogbank Zrt.) működnek, ahogy a befektetési alapok is a Pioneer Alapkezelő Zrt.-be kerültek kiszervezésre.
2014-ben az UniCredit Bank Hungary Magyarország harmadik legnagyobb bankja lett. Az UniCredit Bank Hungary Zrt. mérlegfőösszege 2018 végén 3055 milliárd forint volt.